# Lutzomyia bibinae
Lutzomyia bibinae är en tvåvingeart som beskrevs av Léger N., Abonnenc E. 1988. Lutzomyia bibinae ingår i släktet Lutzomyia och familjen fjärilsmyggor.
Artens utbredningsområde är Guyana. Inga underarter finns listade i Catalogue of Life.